# Darkroom
Darkroom (с англ. — «тёмная комната») — слабо освещённое помещение для анонимных, в том числе и групповых, сексуальных контактов, а также для БДСМ-игр.
«Тёмные комнаты» возникли в 1970-е годы в США. Первоначально они располагались в подвальных помещениях гей-клубов. Сегодня «тёмные комнаты» больше не являются спецификой гей-культуры и распространены, хотя и реже, в гетеросексуальной секс-культуре, в частности в БДСМ- и свингер-клубах не только в США или Канаде, но и в других странах, хотя они ныне абсолютно непопулярны и редки.